# Rex Whistler
Reginald "Rex" John Whistler (Londra, 24 giugno 1905 – Caen, 18 luglio 1944) è stato un pittore e costumista britannico.

## Biografia
Rex Whistler nacque a Eltham nel 1905, figlio dell'architetto e agente immobiliare Henry Whistler e di Helen Frances Mary Ward, discendente di Paul Storr; suo fratello era l'artista del vetro Laurence Whistler.
Si affermò rapidamente dopo gli studi alla Slade School of Art e nel 1927, appena ventiduenne, realizzò la sua opera più nota, il murales The Expedition in Pursuit of Rare Meats alla Tate Gallery. Realizzò poster pubblicitari per la Shall Petroleum e la rivista Radio Times, motivi decorativi per ceramiche e i costumi del balletto The Wise Virgins di William Walton, portato al debutto al Teatro Sadler's Wells nel 1940. Ricordato tra i Bright Young People, Whistler fu un apprezzato ritrattista e dipinse molti dei membri di spicco dell'alta società e del mondo della cultura di Londra, tra cui Edith Sitwell, Cecil Beaton e Charles Paget, VI marchese di Anglesey, oltre a realizzare murales per le case più eleganti dell'epoca, tra cui quella di Edwina Mountbatten.
Allo scoppio della seconda guerra mondiale, Whistler, ormai trentacinquenne, si arruolò volontariamente e divenne secondo tenente delle Welsh Guards. Continuò a dipingere anche in guerra e fu ucciso in combattimento nel luglio 1944, in Normandia, all'età di 39 anni. John Gielgud commentò tristemente la notizia della sua morte in una lettera ad Alec Guinness, scrivendo:
(Richard Mangan, Sir John Gielgud A Life in Letters)
È sepolto nel cimitero di guerra di Banneville-la-Campagne, mentre una vetrata commemorativa fu realizzata in suo onore nella Cattedrale di Salisbury dal fratello Laurence, che scrisse anche una sua biografia, The Laughter and the Urn (1985).